# 圣马克卢-拉布里耶尔
圣马克卢-拉布里耶尔（法語：Saint-Maclou-la-Brière，法語發音：[sɛ̃ maklu la bʁijɛʁ]）是法国滨海塞纳省的一个市镇，属于勒阿弗尔区。

## 地理
圣马克卢-拉布里耶尔（49°39'17"N, 0°27'59"E）面积4.96 平方千米，位于法国诺曼底大区滨海塞纳省，该省份为法国北部沿海省份，其西部及北部濒大西洋英吉利海峡，东起顺时针与索姆省、瓦兹省、厄尔省和卡爾瓦多斯省接壤。
与圣马克卢-拉布里耶尔接壤的市镇（或旧市镇、城区）包括：贝尼耶尔、贡夫勒维尔卡约、鲁维尔、托克维尔莱米尔。
圣马克卢-拉布里耶尔的时区为UTC+01:00、UTC+02:00（夏令时）。

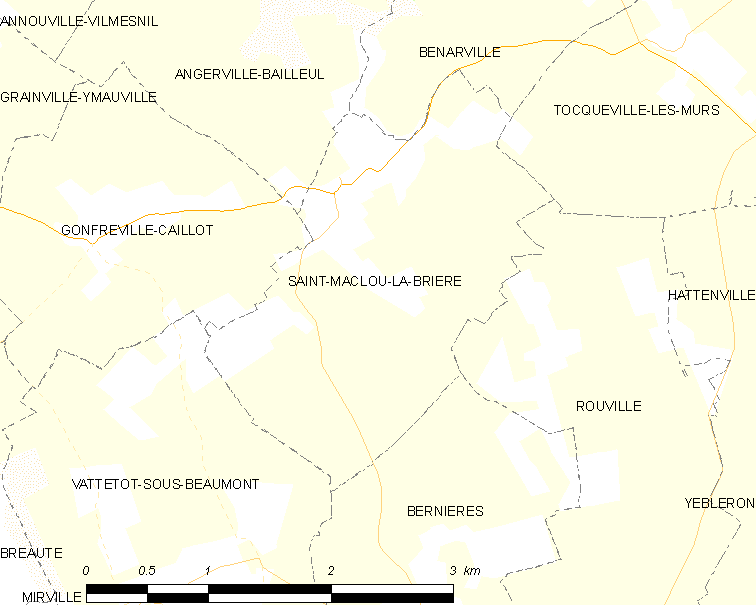
圣马克卢-拉布里耶尔的OSM定位图

## 行政
圣马克卢-拉布里耶尔的邮政编码为76110，INSEE市镇编码为76603。

## 政治
圣马克卢-拉布里耶尔所属的省级选区为圣罗曼-德科尔博斯克县。

## 人口

1962-2008年间圣马克卢-拉布里耶尔人口变化图示

圣马克卢-拉布里耶尔于2022年1月1日时的人口数量为470人。